# Phymatoceros
Phymatoceros,  es un género de plantas no vasculares en la familia Anthocerotaceae. Comprende 7 especies descritas y de estas, solo 3 aceptadas.

## Taxonomía
El género fue descrito por Stotler, W.T.Doyle & Crand.-Stot. y publicado en Phytologia 87: 114. 2005.

## Especies aceptadas
A continuación se brinda un listado de las especies del género Phymatoceros aceptadas hasta diciembre de 2014, ordenadas alfabéticamente. Para cada una se indica el nombre binomial seguido del autor, abreviado según las convenciones y usos.	
- Phymatoceros bulbiculosus (Brot.) Stotler, W.T. Doyle & Crand.-Stot.
- Phymatoceros minutus (Mitt.) Hässel de Menéndez
- Phymatoceros phymatodes (M. Howe) R. J. Duff, J. C. Villarreal, D. Cargill & Renzaglia